# Zenon Zaorski
Zenon Zaorski (ur. 8 kwietnia 1947 w Siedlcach) – polski lekarz stomatolog (chirurg stomatolog), urzędnik państwowy, dyrektor szpitala w Siedlcach, wicewojewoda siedlecki (1996–1997).
Rodzice Eugeniusz Zaorski, Wacława Zaorska (obywatelka USA), ur. w 1917 w Chester w USA (Pensylwania).
Zenon Zaorski studiował pedagogikę na Uczelni w Siedlcach, a następnie ukończył Pomorską Akademię Medyczną w Szczecinie.
Działacz akademicki - wieloletni Przewodniczący Komisji Ekonomicznej Rady Uczelnianej ZSP PAM w Szczecinie. Po ukończeniu medycyny pracował w ZOZ Siedlce.

## Życiorys
Z wykształcenia jest lekarzem stomatologiem. W 1975 został dyrektorem Wojewódzkiego Szpitala Zespolonego w Siedlcach. W latach 90. był członkiem Okręgowej Rady Lekarskiej w Warszawie. W latach 1996–1997 pełnił obowiązki wicewojewody siedleckiego z ramienia SLD.
Obecnie (2014) praktykuje w Siedlcach jako chirurg-stomatolog.
W 1997 otrzymał Złoty Krzyż Zasługi.